# Lampropholis couperi
Lampropholis couperi — вид сцинкоподібних ящірок родини сцинкових (Scincidae). Ендемік Австралії.

## Поширення і екологія
Lampropholis couperi мешкають на південному сході Квінсленду. Вони живуть на узліссях вологих тропічних лісів.